# Crumstadt
Crumstadt ist der südlichste Stadtteil von Riedstadt im südhessischen Landkreis Groß-Gerau. Umgangssprachlich wird Crumstadt auch als „Crumscht“ bezeichnet.

## Nachbargemeinden
Die Gemarkung von Crumstadt grenzt nördlich an den Riedstädter Stadtteil Goddelau, östlich an Eschollbrücken und Eich (beides Stadtteile von Pfungstadt, Landkreis Darmstadt-Dieburg), westlich an die Gemeinde Stockstadt am Rhein und südlich an die Gemeinde Biebesheim sowie die Stadt Gernsheim, alle drei im Landkreis Groß-Gerau.

## Geographie

### Geographische Lage
Crumstadt liegt in einer nach Osten offenen, bis auf den Sandbach und den Lohrrain-Graben verlandeten Mäanderschleife im Hessischen Ried, die der Neckar vor 2000 Jahren ausbildete, als er noch bei Trebur in den Rhein mündete.

### Fossilienfunde
Im August 1984 wurden beim Kiesabbau in einer Grube bei Crumstadt die Überreste eines großen Großsäugetieres aus dem Eiszeitalter entdeckt. Beim ersten Fund handelte es sich um einen Unterkiefer. Weitere Teile eines Skelettes wurden später geborgen. Anhand der Zähne konnte festgestellt werden, dass es sich um das Skelett des Jungtieres eines seltenen interglazialen Waldelefanten handelte. Ausgestellt ist der Fund im Hessischen Landesmuseum Darmstadt.

## Geschichte

### Mittelalter
Die älteste erhaltene Erwähnung von Crumstadt stammt von 1248, als es an Graf Dieter V. von Katzenelnbogen verpfändet wurde. Es ist jedoch anzunehmen, dass Crumstadt wie viele der umliegenden Ortschaften eine fränkische Siedlung ist. In den historischen Unterlagen wird Crumstadt nach der Erwähnung von 1248 mit folgenden Ortsnamen bezeichnet: Krumstad (1394), Crumpfstat (1414), Krompstaidt (1471), Croymbstat (1509) und Crumstatt (1778).
Crumstadt war ein Reichslehen, das zunächst den Landschad von Steinach gehörte, die die Verpfändung von 1248 wieder auslösten. 1465 kaufte Graf Philipp I. von Katzenelnbogen das Dorf mit allem Zugehör von Hans Landschad von Steinach für 800 fl. wiederlöslich. Diese Wiederlösung erfolgte aber nicht. 1473 bestätigte Kaiser Friedrich III. den Verkauf.
Als Grundbesitzer in Crumstadt werden genannt: Die Herren von Wolfskehlen, Kurmainz, Kurpfalz, das Stift St. Viktor vor Mainz und das Domstift zu Mainz.
Mit dem Erlöschen des Geschlechtes der Grafen von Katzenelnbogen im männlichen Stamm erbte der Landgraf von Hessen 1479 auch Crumstadt.

### Frühe Neuzeit
Bei der Teilung der Landgrafschaft Hessen unter den Erben Philipp des Großmütigen 1567 gelangte Crumstadt an die Landgrafschaft Hessen-Darmstadt. Noch deren erster Regent, Georg I., veranlasste, dass die von seinem Kanzler, Johann Kleinschmidt, zusammengestellte Sammlung Landrecht der Obergrafschaft Katzenelnbogen dort rechtsverbindlich wurde. Sie galt in Crumstadt als Partikularrecht, subsidiär ergänzt um das Gemeine Recht, bis ans Ende des 19. Jahrhunderts. Erst das Bürgerliche Gesetzbuch, das einheitlich im ganzen Deutschen Reich galt, setzte zum 1. Januar 1900 das alte Partikularrecht außer Kraft.

### Neuzeit
Die Statistisch-topographisch-historische Beschreibung des Großherzogthums Hessen berichtet 1829 über Crumstadt:

„Crumstadt (L. Bez. Dornberg) luth. Pfarrort; zwischen dem Rhein und dem Landbach 2 1⁄2 St. von Dornberg gelegen, hat 139 Häuser und 1056 Einw., die bis auf 3 kath. und 46 Juden alle lutherisch sind. Man findet hier eine schöne Kirche, eine Synagoge und in der Nähe den großen Hof Wasserbiblos. – Ein Reichsdorf, das König Wilhelm mit andern dem Grafen Diether von Katzenellenbogen verpfändete, und welche Pfandschaft 1260 auf 50 Mark jährlicher Einkünfte angeschlagen wurde. Diese Pfandschaft kam aber wieder ab, und 1465 erkaufte Graf Philipp von Katzenellenbogen dieses inzwischen ausgelößte Dorf mit allem Zugehör von Hans Landschaden von Steinach um 800 fl. wiederlößlich. Diese Wiederlößung erfolgte aber nicht, und 1473 bestätigte Kaiser Friedrich III. den Verkauf dieses reichslehnbaren Orts. Aber nach Philipps Tode belehnte der Kaiser 1486, seinen Kämmerer, Friedrich von Niedernthor mit Crumstadt; aber Kaiser Maximilian gab dieses Lehen 1493 an Landgrafen Wilhelm, und Friedrich von Niedernthor entsagte gegen 300 fl. seinem Rechte. Im Dorfe war eine Kapelle, bis 1592 eine größere Kirche erbaut und dahin zugleich der Hof Wasserbiblos eingepfarrt wurde. Nicht unwahrscheinlich ist es, daß in den Gemarkungstheilen Buchthum und Hallert einst Dörfer dieses Namens lagen.“

Bis 1945 wahrte Crumstadt weitgehend seinen ländlichen Charakter. Erst danach erlebte der Ort durch Zuzug von Flüchtlingen und Heimatvertriebenen und später durch Arbeitsmigranten in das wirtschaftlich aufblühende Rhein-Main-Gebiet einen großen Aufschwung.

### Verfassung

#### Amts-System vor 1821
In der frühen Neuzeit waren auf unterster Ebene die Funktionen von Verwaltung und Rechtsprechung im „Amt“ vereinigt. Crumstadt gehörte seit dem Übergang an Katzenelnbogen bis 1821 zum Amt Dornberg.
1806 wurde die Landgrafschaft Hessen-Darmstadt zum Großherzogtum Hessen erhoben. Hier lag das Amt Dornberg – und damit Crumstadt – in der Provinz Starkenburg. Im Zuge der Verwaltungsreform von 1821 wurden die alten Ämter aufgelöst, für die Verwaltungsaufgaben Landratsbezirke und für die Rechtsprechung Landgerichte eingerichtet.

#### Verwaltung nach 1821
Für die übergeordnete Verwaltung in Crumstadt war nun der Landratsbezirk Dornberg zuständig. 1832 wurden die Verwaltungseinheiten im Großherzogtum weiter vergrößert und Kreise geschaffen. Dadurch gelangte Crumstadt in den Kreis Groß-Gerau. Die Provinzen, die Kreise und die Landratsbezirke des Großherzogtums wurden am 31. Juli 1848 abgeschafft und durch Regierungsbezirke ersetzt, was jedoch bereits am 12. Mai 1852 wieder rückgängig gemacht wurde. Dadurch gehört Crumstadt zwischen 1848 und 1852 zum Regierungsbezirk Darmstadt, bevor wieder der Kreis Groß-Gerau für die übergeordnete Verwaltung zuständig war. Dort verblieb der Ort durch alle weiteren Verwaltungsreformen bis heute.
Im Zuge der Gebietsreform in Hessen wurde Crumstadt am 1. Januar 1977 kraft Landesgesetzes mit  den Nachbargemeinden Goddelau-Wolfskehlen, Erfelden und Leeheim zur Gemeinde Riedstadt zusammengeschlossen. Seitdem ist Goddelau größter Ortsteil und Sitz der Verwaltung von Riedstadt. Ortsbezirke nach der Hessischen Gemeindeordnung wurden nicht errichtet.

#### Gerichtsreformen
In der Landgrafschaft Hessen-Darmstadt wurde mit Ausführungsverordnung vom 9. Dezember 1803 das Gerichtswesen der beiden oberen Instanzen neu organisiert. Die Ämter blieben zunächst zugleich die erstinstanzliche Rechtsprechung in Zivilsachen. Für das Fürstentum Starkenburg wurde das „Hofgericht Darmstadt“ eingerichtet. Es war für normale bürgerliche Streitsachen Gericht der zweiten Instanz, für standesherrliche Familienrechtssachen und Kriminalfälle die erste Instanz. Ihm übergeordnet war das Oberappellationsgericht Darmstadt.
Mit der Verwaltungsreform von 1821 wurden im Großherzogtum Hessen auch auf unterster Ebene Gerichte geschaffen, die von der Verwaltung unabhängig waren. Für Crumstadt war nun das Landgericht Großgerau örtlich zuständig, ab 1839 das Landgericht Gernsheim. Das Landgericht Gernsheim wurde mit der Reichsjustizreform und Wirkung vom 1. Oktober 1879 durch das Amtsgericht Gernsheim ersetzt, das 1934 aufgelöst wurde. Seitdem ist für Crumstadt das Amtsgericht Groß-Gerau zuständig.

### Verwaltungsgeschichte im Überblick
Die folgende Liste zeigt die Staaten und Verwaltungseinheiten, denen Crumstadt angehört(e):
- vor 1465: Heiliges Römisches Reich, Herrschaft der Landschad von Steinach
- ab 1465: Heiliges Römisches Reich, Grafschaft Katzenelnbogen, Obergrafschaft Katzenelnbogen, Amt Dornberg
- ab 1479: Heiliges Römisches Reich, Landgrafschaft Hessen (durch Erbfall), Obergrafschaft Katzenelnbogen, Amt Dornberg
- ab 1567: Heiliges Römisches Reich, Landgrafschaft Hessen-Darmstadt, Obergrafschaft, Amt Dornberg
- ab 1803: Heiliges Römisches Reich, Landgrafschaft Hessen-Darmstadt, Fürstentum Starkenburg, Amt Dornberg
- ab 1806: Großherzogtum Hessen,[Anm. 2] Fürstentum Starkenburg, Amt Dornberg[10]
- ab 1815: Großherzogtum Hessen, Provinz Starkenburg, Amt Dornberg
- ab 1821: Großherzogtum Hessen, Provinz Starkenburg, Landratsbezirk Dornberg[Anm. 3]
- ab 1832: Großherzogtum Hessen, Provinz Starkenburg, Kreis Groß-Gerau
- ab 1848: Großherzogtum Hessen, Regierungsbezirk Darmstadt
- ab 1852: Großherzogtum Hessen, Provinz Starkenburg, Kreis Groß-Gerau
- ab 1871: Deutsches Reich, Großherzogtum Hessen, Provinz Starkenburg, Kreis Groß-Gerau
- ab 1918: Deutsches Reich (Weimarer Republik), Volksstaat Hessen, Provinz Starkenburg, Kreis Groß-Gerau
- ab 1938: Deutsches Reich, Volksstaat Hessen, Landkreis Groß-Gerau[11][Anm. 4]
- ab 1945: Deutsches Reich, Amerikanische Besatzungszone,[Anm. 5] Groß-Hessen, Regierungsbezirk Darmstadt, Landkreis Groß-Gerau
- ab 1946: Deutsches Reich, Amerikanische Besatzungszone, Hessen, Regierungsbezirk Darmstadt, Landkreis Groß-Gerau
- ab 1949: Bundesrepublik Deutschland, Hessen, Regierungsbezirk Darmstadt, Landkreis Groß-Gerau
- ab 1977: Bundesrepublik Deutschland, Hessen, Regierungsbezirk Darmstadt, Landkreis Groß-Gerau, Riedstadt

### Einwohnerentwicklung
| • 1629: | 121 Hausgesesse            |
| • 1791: | 852 Einwohner              |
| • 1800: | 876 Einwohner              |
| • 1806: | 910 Einwohner, 131 Häuser  |
| • 1829: | 1056 Einwohner, 139 Häuser |
| • 1867: | 1409 Einwohner, 189 Häuser |

| Crumstadt: Einwohnerzahlen von 1791 bis 2018 | Crumstadt: Einwohnerzahlen von 1791 bis 2018 | Crumstadt: Einwohnerzahlen von 1791 bis 2018 | Crumstadt: Einwohnerzahlen von 1791 bis 2018 | Crumstadt: Einwohnerzahlen von 1791 bis 2018 |
| --- | -------------------------------------------- | -------------------------------------------- | -------------------------------------------- | -------------------------------------------- |
| Jahr |                                              |                                              |                                              | Einwohner                                    |
| 1791 | 1791                                         |                                              | 852                                          | 852                                          |
| 1800 | 1800                                         |                                              | 876                                          | 876                                          |
| 1806 | 1806                                         |                                              | 910                                          | 910                                          |
| 1829 | 1829                                         |                                              | 1.056                                        | 1.056                                        |
| 1834 | 1834                                         |                                              | 1.149                                        | 1.149                                        |
| 1840 | 1840                                         |                                              | 1.289                                        | 1.289                                        |
| 1846 | 1846                                         |                                              | 1.355                                        | 1.355                                        |
| 1852 | 1852                                         |                                              | 1.342                                        | 1.342                                        |
| 1858 | 1858                                         |                                              | 1.368                                        | 1.368                                        |
| 1864 | 1864                                         |                                              | 1.393                                        | 1.393                                        |
| 1871 | 1871                                         |                                              | 1.363                                        | 1.363                                        |
| 1875 | 1875                                         |                                              | 1.347                                        | 1.347                                        |
| 1885 | 1885                                         |                                              | 1.320                                        | 1.320                                        |
| 1895 | 1895                                         |                                              | 1.358                                        | 1.358                                        |
| 1905 | 1905                                         |                                              | 1.417                                        | 1.417                                        |
| 1910 | 1910                                         |                                              | 1.419                                        | 1.419                                        |
| 1925 | 1925                                         |                                              | 1.482                                        | 1.482                                        |
| 1939 | 1939                                         |                                              | 1.455                                        | 1.455                                        |
| 1946 | 1946                                         |                                              | 2.178                                        | 2.178                                        |
| 1950 | 1950                                         |                                              | 2.299                                        | 2.299                                        |
| 1956 | 1956                                         |                                              | 2.185                                        | 2.185                                        |
| 1961 | 1961                                         |                                              | 2.259                                        | 2.259                                        |
| 1967 | 1967                                         |                                              | 2.625                                        | 2.625                                        |
| 1970 | 1970                                         |                                              | 2.678                                        | 2.678                                        |
| 1980 | 1980                                         |                                              | ?                                            | ?                                            |
| 1990 | 1990                                         |                                              | ?                                            | ?                                            |
| 2001 | 2001                                         |                                              | 2.817                                        | 2.817                                        |
| 2011 | 2011                                         |                                              | 3.648                                        | 3.648                                        |
| 2015 | 2015                                         |                                              | 4.160                                        | 4.160                                        |
| 2018 | 2018                                         |                                              | 4.278                                        | 4.278                                        |
| Datenquelle: Historisches Gemeindeverzeichnis für Hessen: Die Bevölkerung der Gemeinden 1834 bis 1967. Wiesbaden: Hessisches Statistisches Landesamt, 1968. Weitere Quellen: ; nach 1970: Stadt Riedstadt: (webarchiv); Zensus 2011 |                                              |                                              |                                              |                                              |

### Historische Religionszugehörigkeit
| • 1829: | 1007 lutheranische (= 95,36 %), 46 jüdische (= 4,36 %) und 3 katholische (= 0,28 %) Einwohner |
| • 1961: | 1734 evangelische (= 76,76 %), 488 römisch-katholische (= 21,60 %) Einwohner                  |

## Kultur

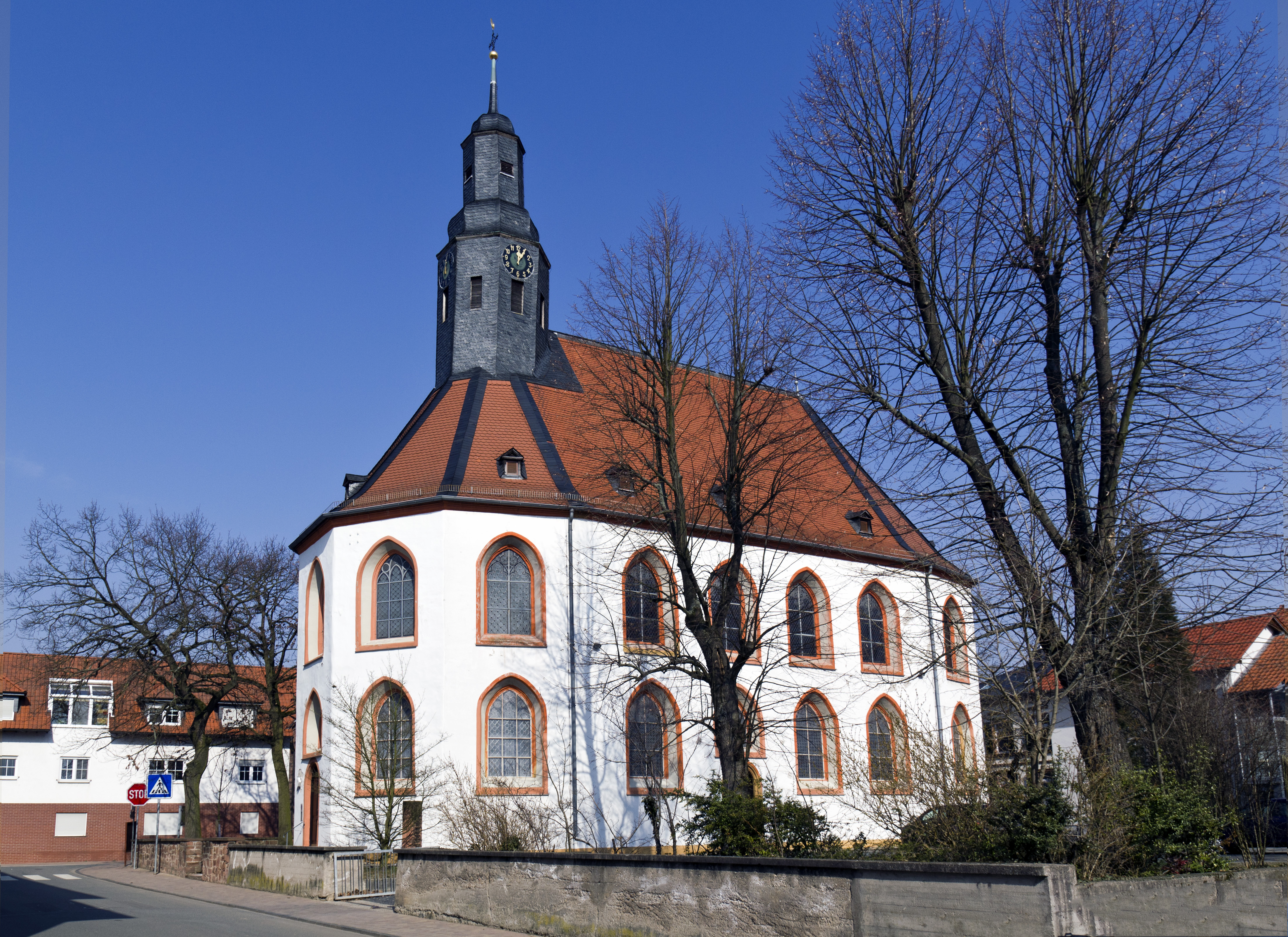
Evangelische Kirche

Die evangelische Kirche in Crumstadt wurde von Landgraf Georg I. als protestantischer Kirchbau in Auftrag gegeben und gehört somit nach ihrer Fertigstellung im Jahr 1593 zu den ältesten evangelischen Kirchen.
Neben zwei Kindergärten, einer Grundschule (Neubau 2011) mit Sporthalle existiert ein Freibad.
In Crumstadt gibt es drei bedeutende Kneipen, in denen zur Kerwezeit zwei verschiedene Gruppierungen von Kerweborsch aktiv sind.
Die Freiwillige Feuerwehr Crumstadt sorgt für den Brandschutz und die allgemeine Hilfe in diesem Ort.

## Persönlichkeiten
Söhne und Töchter des Ortes 
- Johann Georg Wittich (1712–1776), Jurist
- Wilhelm Zinsser (1895–1945), Mediziner, Offizier und Politiker (NSDAP)
- Otto Köth (1904–1981), hessischer Politiker (CDU) und Abgeordneter des Hessischen Landtags
- Wilhelm Schäfer (1912–1981), Zoologe und Paläontologe, Museumsdirektor
- Wolfgang Holzhäuser (* 1950), ehemaliger Sprecher der Geschäftsführung der Bayer 04 Leverkusen Fußball GmbH